# Birgel (Düren)
Birgel is een plaats in de Duitse gemeente Düren, deelstaat Noordrijn-Westfalen, en telt 1.745 inwoners (2020).
Te Birgel, dat ten zuidwesten van de stad zelf ligt,  staat een interessant kasteel, dat rond 1600 is gebouwd op de ruïnes van een eerder, voor 1271 gebouwde burcht. Het Schloss Birgel is als schoolgebouw in gebruik.
Bezienswaardig in het dorp is de St. Martinuskerk.

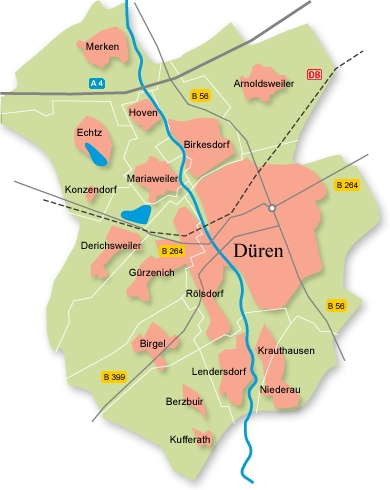
Kaart der stadsdelen van Düren
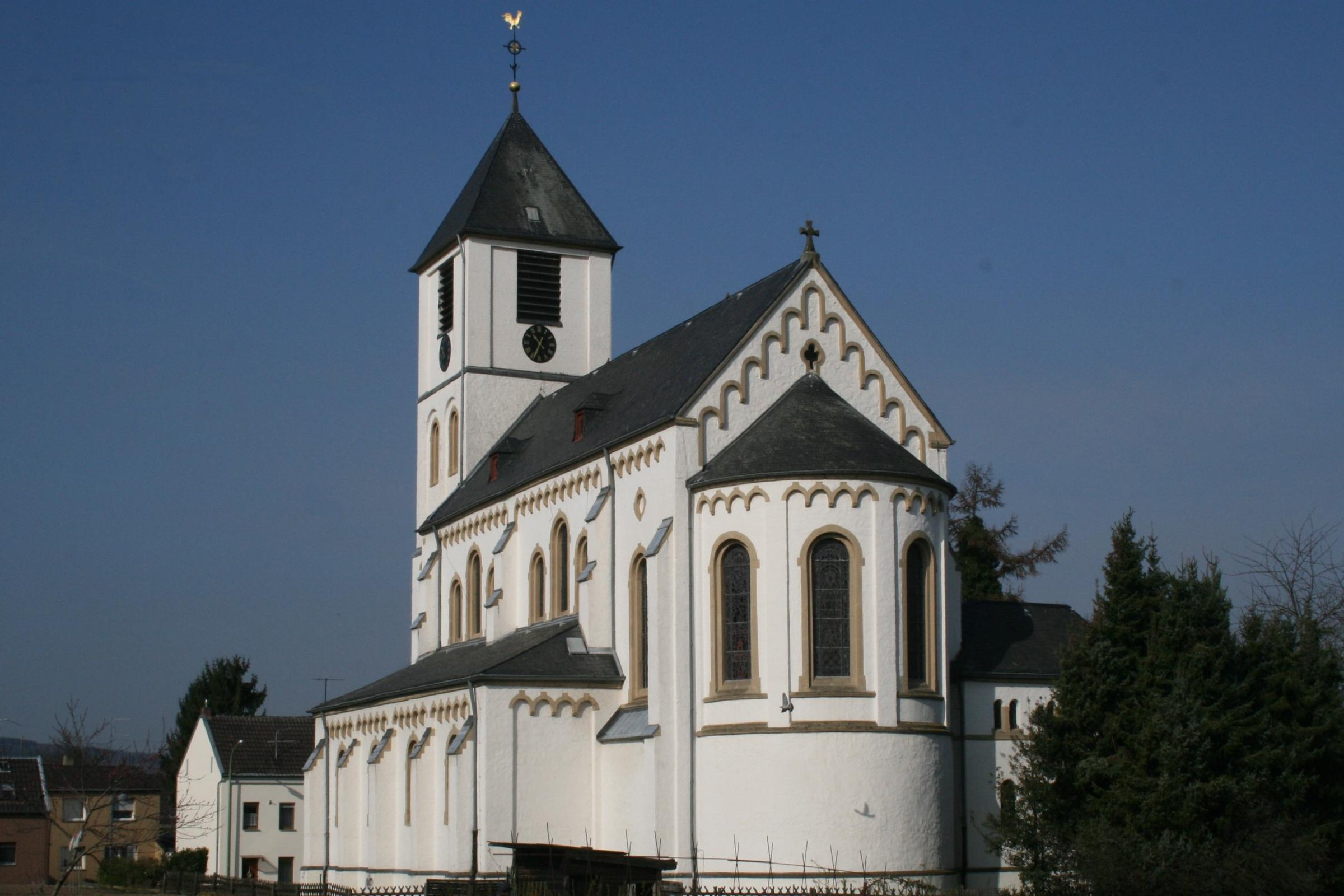
St. Martinuskerk, Birgel
Panorama Schloss Birgel met de kapel